# ژو جون (شمشیرباز)
ژو جون (انگلیسی: Zhu Jun؛ زادهٔ ۲ ژوئیهٔ ۱۹۸۴) شمشیرباز اهل چین بود. وی در بازی‌های المپیک تابستانی ۲۰۰۸ و ۲۰۱۲ شرکت کرده‌است.